# Iris et les Hommes
 (janvier 2024).
Pour plus de détails, voir Fiche technique et Distribution.
Iris et les Hommes est un film français réalisé par Caroline Vignal et sorti en 2023.

## Synopsis
S'ennuyant dans son quotidien, Iris décide d'explorer les rencontres par internet. Elle va y découvrir une autre facette d'elle-même.

## Fiche technique
Sauf indication contraire, les informations mentionnées dans cette section peuvent être confirmées par les bases de données cinématographiques IMDb et Allociné,  présentes dans la section « Liens externes ».
- Titre original : Iris et les Hommes
- Réalisation : Caroline Vignal
- Scénario : Caroline Vignal et Noémie de Lapparent
- Musique : Benjamin Esdraffo
- Décors :
- Costumes :
- Photographie : Martin Roux
- Son : Margot Testemale et Guillaume Valeix
- Montage : Annette Dutertre
- Production : Laetitia Galitzine et Aurélie Rouvière
- Sociétés de production : Chapka Films, La Filmerie et France 3 Cinéma
- Société de distribution : Diaphana Distribution
- Budget :
- Pays de production :  France
- Langue originale : français
- Format :
- Genre : Comédie dramatique
- Durée : 98 minutes
- Dates de sortie :
  - France, Belgique  : 
    - 22 août 2023 (Angoulême)
    - 3 janvier 2024 (en salles)

## Distribution
- Laure Calamy : Iris/Isis
- Vincent Elbaz : Stéphane
- Suzanne de Baecque : Nuria, secrétaire d'Iris
- Sylvain Katan : Alphonse/Julien
- Laurent Poitrenaux : Sylvain
- IZM (crédité Ismaël Sy Savané) : "Aladin"
- Alexandre Steiger : "No Vanilla"
- Myriem Akheddiou : Camille, amie d'Iris
- Pascal Rénéric : Pierre, mari de Camille
- Olivia Côte : Sylvia, une mère d'élève
- Zoé Richard : Anna, fille d'Iris et Stéphane
- Daphné Crépieux : Lili, fille d'Iris et Stéphane
- Sarah Touffic Othman-Schmitt : Fleur, fille de Camille et Pierre
- César de Gouvello : Nino, fis de Camille et Pierre